# Suddivisioni dell'Armenia
L'Armenia è suddivisa in due livelli amministrativi locali, regolati dalla legge sull'ordinamento locale dell'11 dicembre 1995.
Al primo livello si trovano i dieci marzer (մարզեր), marz (մարզ) al singolare, a volte tradotto con regione e a volte con provincia.
Al secondo livello si trovano gli hamaynk'ner (համայնքներ), hamaynk’ (համայնք) al singolare, che vuol dire comunità e sono concettualmente simili ai comuni italiani.
Il territorio della capitale Erevan fino al 2008 era parificato a una provincia. Dal 2009 è un comune a tutti gli effetti con a capo un sindaco nominato da un consiglio comunale elettivo che rimane in carica per cinque anni.
Inizialmente entrambi i livelli amministrativi non godevano di molta autonomia, infatti l'Armenia mantenne un'impostazione di governo molto centralizzata, come al tempo dell'Unione Sovietica, lasciando quasi tutto il potere in mano al Presidente della Repubblica.
Successive modifiche alla Costituzione hanno dato maggiori libertà ai governi locali per cui le comunità locali e Erevan hanno un consiglio comunale (Consiglio degli Anziani) e un sindaco, localmente eletti.

## Le province
Le 10 province sono:
1. Aragatsotn (Արագածոտնի մարզ)
2. Ararat (Արարատի մարզ)
3. Armavir (Արմավիրի մարզ)
4. Gegharkunik (Գեղարքունիքի մարզ)
5. Kotayk' (Կոտայքի մարզ)
6. Lori (Լոռի մարզ)
7. Shirak (Շիրակի մարզ)
8. Syunik (Սյունիքի մարզ)
9. Tavowš (Տավուշի մարզ)
10. Vayots Dzor (Վայոց Ձորի մարզ)

Ogni provincia è amministrata da un governatore, il marzpet (մարզպետ), nominato e rimovibile, con decreto, dal governo a cui segue la ratifica del Presidente.

## I comuni
I comuni, o comunità, compresa Erevan, sono 502 e hanno un capo comunità che nel caso delle città prende il titolo di sindaco. Dei 502 comuni, 48 hanno lo status di città anche se dal punto di vista amministrativo non c'è differenza tra città (քաղաք) o villaggio (գյուղ).